# Starogard (Resko)
Starogard (deutsch Stargordt, früher auch Stargord) ist ein Dorf in der polnischen Woiwodschaft Westpommern. Es bildet ein Schulzenamt der Stadt- und Landgemeinde Resko (Regenwalde).

## Geographische Lage
Das Dorf liegt in Hinterpommern, etwa acht Kilometer östlich der Stadt Resko (Regenwalde), am rechten Ufer des Flusses Rega, der hier die Grenze zu dem Nachbardorf Łagiewniki (Elvershagen) bildet.

## Geschichte

Stargordt (Stargord) östlich der Stadt Regenwalde (Regenwolde) auf der Landkarte des Eilhard Lubinus von 1618 (Ausschnitt)

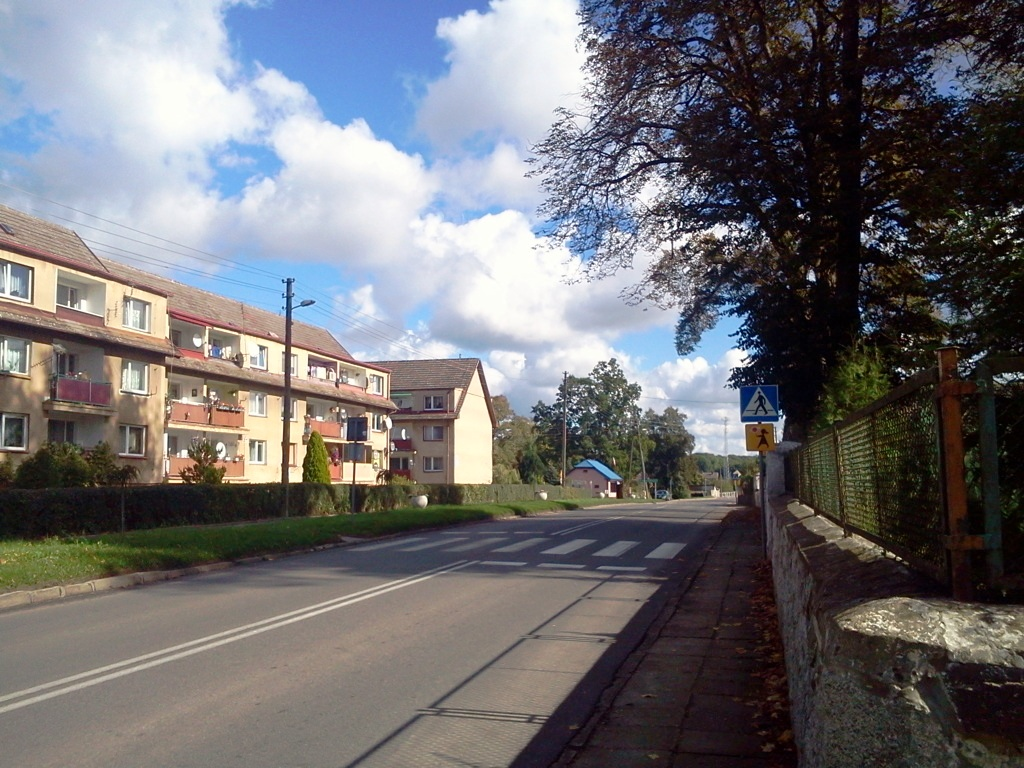
Starogard 2013

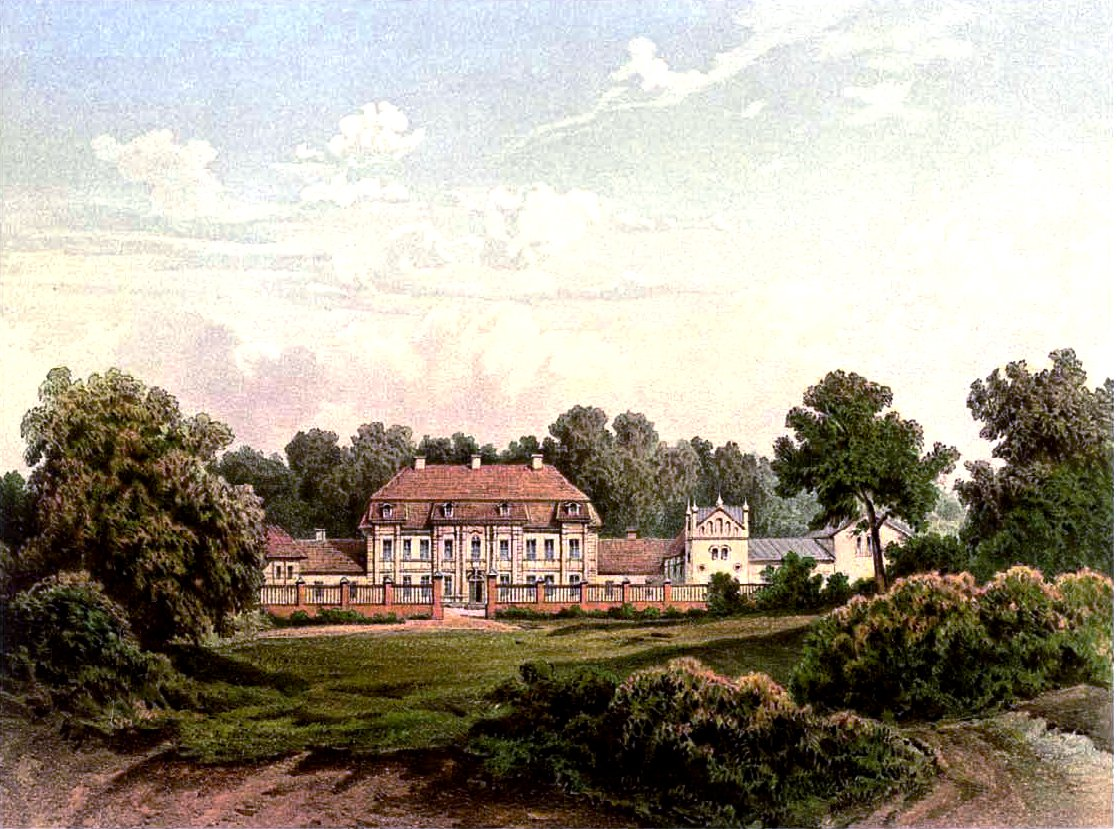
Schloss Stargord um 1860, Sammlung Alexander Duncker

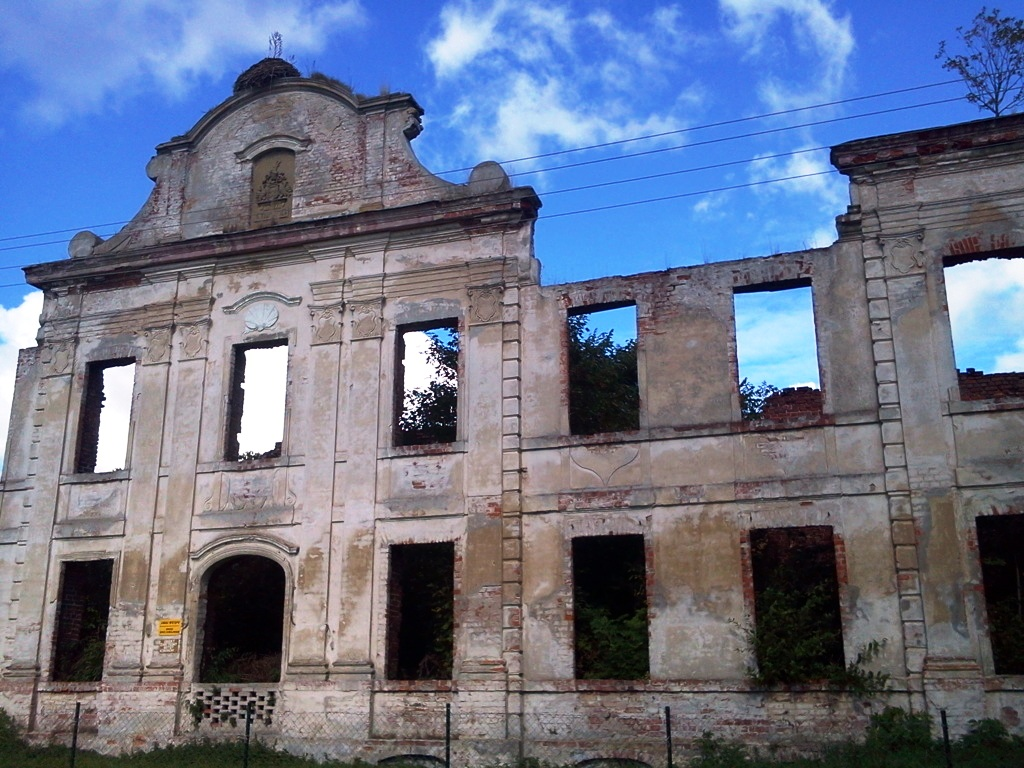
Schlossruine im Jahre 2013

Südwestlich des Kirchdorfs befindet sich ein Slawischer Burgwall, der die für den Ort namensgebende alte Burg sein dürfte. Nach Heinrich Berghaus (1868) soll in Stargordt im Mittelalter eine Burg gestanden haben, von der noch nach Jahrhunderten Mauerreste erhalten geblieben waren. Seit dem 13. Jahrhundert gehörten Dorf und Gut Stargordt einem Zweig der Adelsfamilie Borcke. Die Familie pflegte ihre Stargordter Linie später durch Anhängen des Ortsnamens an den Namen Borcke zu kennzeichnen.
Von 1717 bis 1721 erbaute sich Generalfeldmarschall Adrian Bernhard von Borcke auf seinem Besitz in Stargordt ein Schloss im Stil des norddeutschen Barock. Das Schloss wurde 1743 durch Heinrich Adrian von Borcke um einen Seitenflügel ergänzt. Zu der Einrichtung des Schlosses gehörten eine Ahnengalerie mit 20 Porträts und eine Gobelinsammlung mit Motiven aus antiken Sagen.
In dem Gutsbezirk wurde Ackerbau, Viehzucht und Forstwirtschaft betrieben, außerdem Fischerei auf dem Doeberitzschen See sowie auf dem Carowschen See. Nach 1764 hatte der experimentierfreudige Generalmajor Heinrich Adrian von Borcke, ein landwirtschaftlicher Autodidakt, die von dem Gutsbetrieb erwirtschafteten Erträge von 700 Talern im Jahr 1770 durch Meliorationen, Fruchtwechsel, Innovationen, Viehbestandserhöhung und andere betriebliche Maßnahmen auf 3000 Taler pro Jahr in den nächsten 14 Jahren steigern können. Er beschrieb seinen Gutsbetrieb in dem Buch Beschreibung der Stargordtschen Wirtschaft (Breslau 1778), von dem 1792 in Berlin eine Neuauflage erschien. Um 1780 gab es in dem Gutsbezirk das Schloss, ein Vorwerk, neun Bauern, einen Kossäten, eine Ziegelei, eine Schmiede, eine Häckselmühle, einen Gasthof, einen Prediger, einen Küster und insgesamt 36 Feuerstellen (Haushalte). Die Stargordter Häckselmühle ist in der Literatur detailliert beschrieben worden. Adrian Heinrich von Borcke hatte auf dem Schloss eine naturkundliche Sammlung angelegt. Er hatte unter anderem auch physikalische Instrumente gesammelt. In Stargordt und Umgebung hatte er meteorologische Messungen durchgeführt. Das Schloss beherbergte auch eine bedeutende Büchersammlung.
Die Bauernstellen, die Ende des 18. Jahrhunderts noch neben dem Gutsbetrieb existiert hatten, hörten mit der Regulierung der gutsherrlichen und bäuerlichen Verhältnisse Anfang des 19. Jahrhunderts zu bestehen auf.
Im Jahr 1925 wurden in Stargordt 671 Einwohner gezählt, die auf 123 Haushaltungen verteilt waren. Am 1. April 1927 hatte das Rittergut Stargordt eine Flächengröße von 1883 Hektar, und am 16. Juni 1925 hatte der Gutsbezirk 339 Einwohner.
Am Anfang der 1930er Jahre hatte die Gemarkung der Landgemeinde Stargordt eine Flächengröße von 34,8 km², und im Gemeindegebiet standen zusammen 45 bewohnte Wohnhäuser an elf verschiedenen Wohnstätten:
1. Bahnhof Stargordt
2. Forsthaus Matzkenheide
3. Forsthaus Überschlag
4. Krössin
5. Molstow
6. Mühle
7. Schofanz
8. Stargordt
9. Stärkefabrik
10. Vorwerk Stargordt
11. Ziegelei

Bis 1945 gehörte Stargordt zum Kreis Regenwalde der preußischen Provinz Pommern des Deutschen Reichs. Stargordt war Sitz des Amtsbezirks Stargordt.
Gegen Ende des Zweiten Weltkrieges wurde die Region im Frühjahr 1945 von der Roten Armee erobert. Die Rote Armee brannte das Schloss nieder. Anschließend wurde die Region zusammen mit ganz Hinterpommern seitens der sowjetischen Besatzungsmacht der Volksrepublik Polen zur Verwaltung überlassen. Es wanderten nun Polen zu. Stargordt erhielt den polonisierten Namen Starogard. Die eingesessenen Einwohner wurden in der darauffolgenden Zeit von der polnischen Administration aus Stargordt vertrieben.

### Demographie
| Jahr | Einwohner | Anmerkungen |
| ---- | --------- | --- |
| 1782 | –         | adliges Gut mit einem Schloss, einem Vorwerk, einer Schäferei, einer Ziegelei, einer Hächselmühle, einer Mahl-Wassermühle, einer Mutterkirche und 36 Feuerstellen (Haushaltungen) |
| 1818 | 331       | Dorf mit Wassermühle, adlige Besitzung |
| 1852 | 310       | Dorf |
| 1864 | 331       | am 3. Dezember, Gutsbezirk |
| 1867 | 331       | am 3. Dezember, Gutsbezirk |
| 1871 | 365       | am 1. Dezember, Gutsbezirk, sämtlich Evangelische |
| 1885 | 297       | am 1. Dezember, Gutsbezirk, darunter 295 Evangelische, ein Katholik und ein Jude                                                                                                  |
| 1890 | 305       | am 1. Dezember, Gutsbezirk |
| 1910 | 340       | am 1. Dezember, Gutsbezirk |
| 1925 | 671       | davon 657 Evangelische und 14 Katholiken, keine Juden |
| 1933 | 633       | [ 24 ] |
| 1939 | 628       | [ 24 ] |

## Kirche

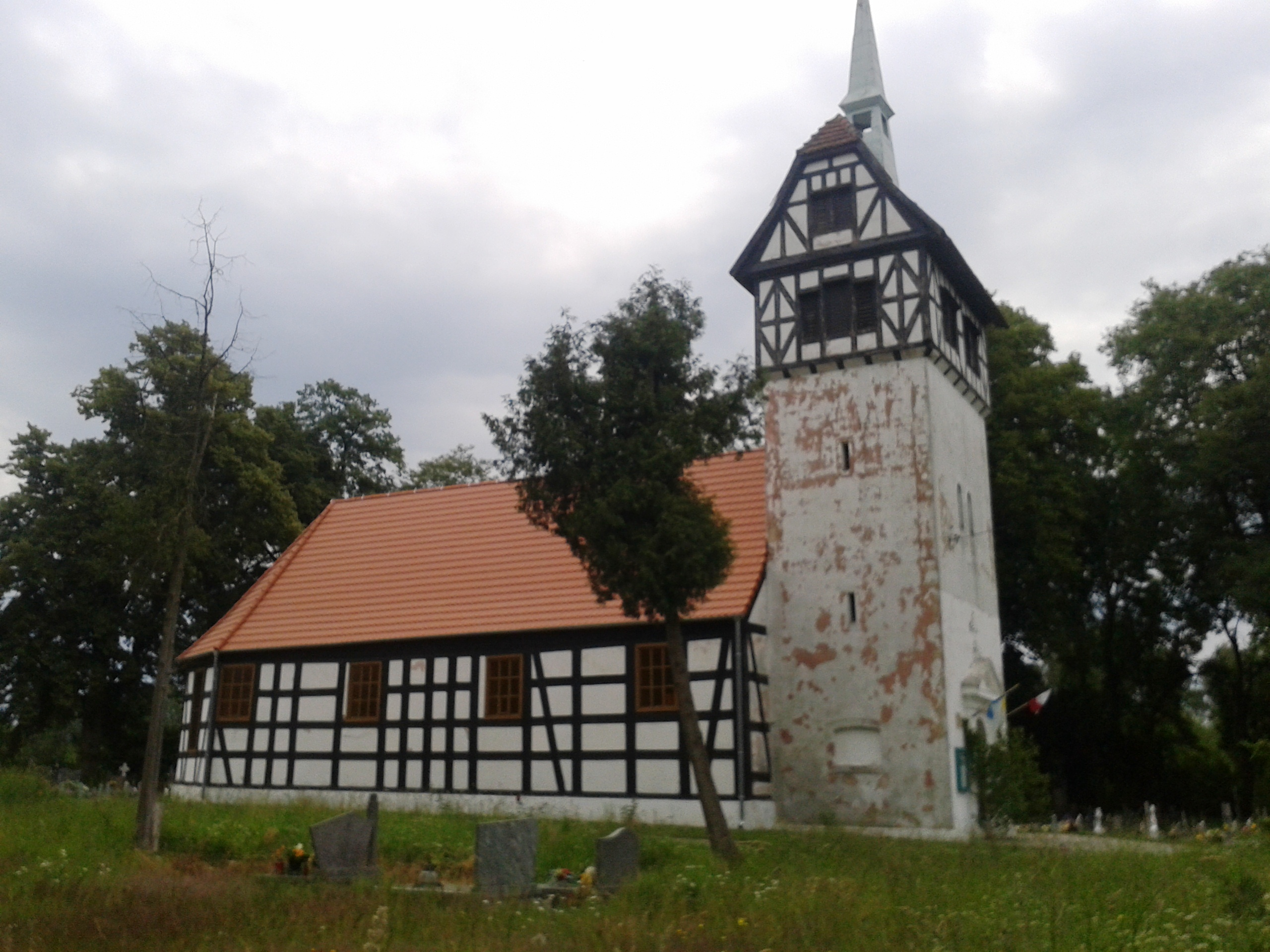
Dorfkirche im Jahre 2014 (bis 1945 evangelisch)

Die vor 1945 in Stargordt anwesende Bevölkerung gehörte mit großer Mehrheit der evangelischen Konfession an. Im Jahr 1925 befanden sich unter den gezählten 671 Einwohnern 657 Protestanten und 14 Katholiken.
Das Dorf war Sitz eines evangelischen Pfarramts (der Landeskirche). Zum evangelischen Kirchspiel Stargordt gehörten die Gemeinden Alt Döberitz, Stargordt und Zozenow.
Die von 1578/1579 stammende Fachwerkkirche erhielt erst 1908 einen Turm. Im Turm befindet sich eine Glocke, die im Jahr 1572 von dem Stargarder Glockengießer Joachim Karstede gegossen wurde.

## Persönlichkeiten

### Söhne und Töchter des Ortes
- Ernst Kuhlo (1843–1923), deutscher Elektrotechniker und Gründer der Stettiner Electricitäts-Werke

### Sonstige
- Adrian Bernhard von Borcke (1668–1741), Erbherr auf Stargordt, ließ Schloss Stargordt erbauen.
- Heinrich Adrian von Borcke (1715–1788), Erbherr auf Stargordt, formte aus dem Stargordter Vorwerk einen von der zeitgenössischen Fachwelt anerkannten landwirtschaftlichen Musterbetrieb
- Heinrich Gustav von Borcke (1829–1916), Fideikommissbesitzer auf Stargordt, Mitglied des Preußischen Herrenhauses